# КамАЗ-43269
Выстрел К-43269 (БПМ-97) — российский легкобронированный бронеавтомобиль.
Применение боевой машины возможно в вариантах штабного, патрульного, санитарного, пограничного или разведывательного автомобиля, а также в качестве мобильного противотанкового или зенитного ракетного комплекса.

## История создания
Разработка началась в 1997 году в Научно-производственном центре «Специальное машиностроение» (НПЦ СМ) МГТУ имени Н. Э. Баумана совместно с КамАЗ. Первоначально проект предлагался всем силовым ведомствам России. Первым серьёзно обратил внимание на БПМ-97 директор ФПС России генерал армии А. И. Николаев. Бронеавтомобиль предполагался для частичной замены (в горячих точках и на опасных участках границы) основного транспорта пограничников — ГАЗ-66. После дефолта 1998 года государственное финансирование прекратилось, и работы по проекту затянулись. В 1999 году впервые широкой публике был представлен макетный образец новой боевой машины.
Для компенсации затрат на разработку при малом объёме госзаказов машины были предложены гражданским компаниям. Бронеавтомобили стали использоваться для перевозки взрывчатых веществ, различных ценных грузов, а также для инкассации.
После получения в 2005 году разрешения на экспорт, пробные партии машин были проданы вооружённым силам Казахстана (ВС РК) и Азербайджана. В процессе эксплуатации у машин был выявлен ряд довольно серьёзных дефектов (обрыв кардана, поломка рессор, у нескольких машин — трещины в бронелистах), послуживших поводом к отказу от покупки уже произведённой второй партии машин для ВС РК. В результате, в 2008 году Министерство обороны Российской Федерации (Минобороны России) решило выкупить данную партию броневых автомобилей. Однако в последующем Казахстан закупил данные образцы в неизвестном количестве для Пограничной службы КНБ РК и Национальной гвардии МВД РК.
После этого были созданы три доработанные единицы для государственных испытаний, по окончании которых специально созванная межведомственная комиссия рекомендовала принять бронированную пограничную машину БПМ-97 на вооружение Пограничной службы ФСБ России. В результате, приказом директора Федеральной службы безопасности Российской Федерации (ФСБ России) бронеавтомобиль БПМ-97 Выстрел К-43269 был принят на снабжение пограничных органов.
Вслед за ФСБ России, Минобороны России также провело ускоренные испытания Выстрел К-43269, по результатам которых приказом начальника Главного автобронетанкового управления от 14 августа 2008 года бронеавтомобиль Выстрел К-43269 принят на снабжение Вооружённых сил Российской Федерации (ВС России).
В 2009 году несколько машин Выстрел К-43269 приняли участие в учениях «Запад-2009».
«Выстрел» собирается на заводе АО «Ремдизель» в Набережных Челнах. В броневой корпус производства ОАО «Курганмашзавод» устанавливаются узлы и агрегаты КамАЗ-4326 4×4.
Модернизация бронеавтомобиля с установкой комплекса средств связи, вооружения и другого оборудования производится на ОАО «Муромтепловоз».

## Конструкция
Конструктивно БПМ-97 представляет полноприводный бронеавтомобиль с несущим сварным корпусом от Курганмашзавода. Автомобиль разделён на моторный отсек и отделение для экипажа и десанта. На корпусе выполнены боковые и задние кормовые двери, люки для десанта и люки для механика и старшего по автомобилю.
При создании автомобиля использовались узлы и агрегаты серийного автомобиля повышенной проходимости КАМАЗ-4326. Применение унифицированных серийных узлов и агрегатов позволило упростить процессы производства и ремонта автомобиля, снизить стоимость автомобиля, обеспечить технический осмотр и ремонт техническими средствами, предназначенными для серийных автомобилей и шасси производства ПАО «КАМАЗ». Пробег до капитального ремонта составил 270 тыс. километров.
На БПМ-97 установлены два 125-л протектированных бака и дополнительный 20-л бак в броневом корпусе. Автомобиль оснащён автономным отопителем, позволяющим поддерживать рабочую температуру в отделении для экипажа и десанта вне зависимости от работы двигателя. Также на автомобиле установлена фильтровентиляционная установка.
Особенность бронеавтомобиля Выстрел К-43269 состоит в том, что по желанию заказчика на нём может быть смонтирован боевой модуль в комплектации, выбранной из широкого ряда продукции, предлагаемой ОАО «Муромтепловоз» — производителем модулей для данного автомобиля, который осуществляет сборку машины в целом: устанавливает на изделие комплекс средств связи, вооружения и другое оборудование по требованию заказчика, исходя из чего состав вооружения бронемашины непостоянен и может быть изменён в соответствии с поставленными задачами.

Место механика-водителя
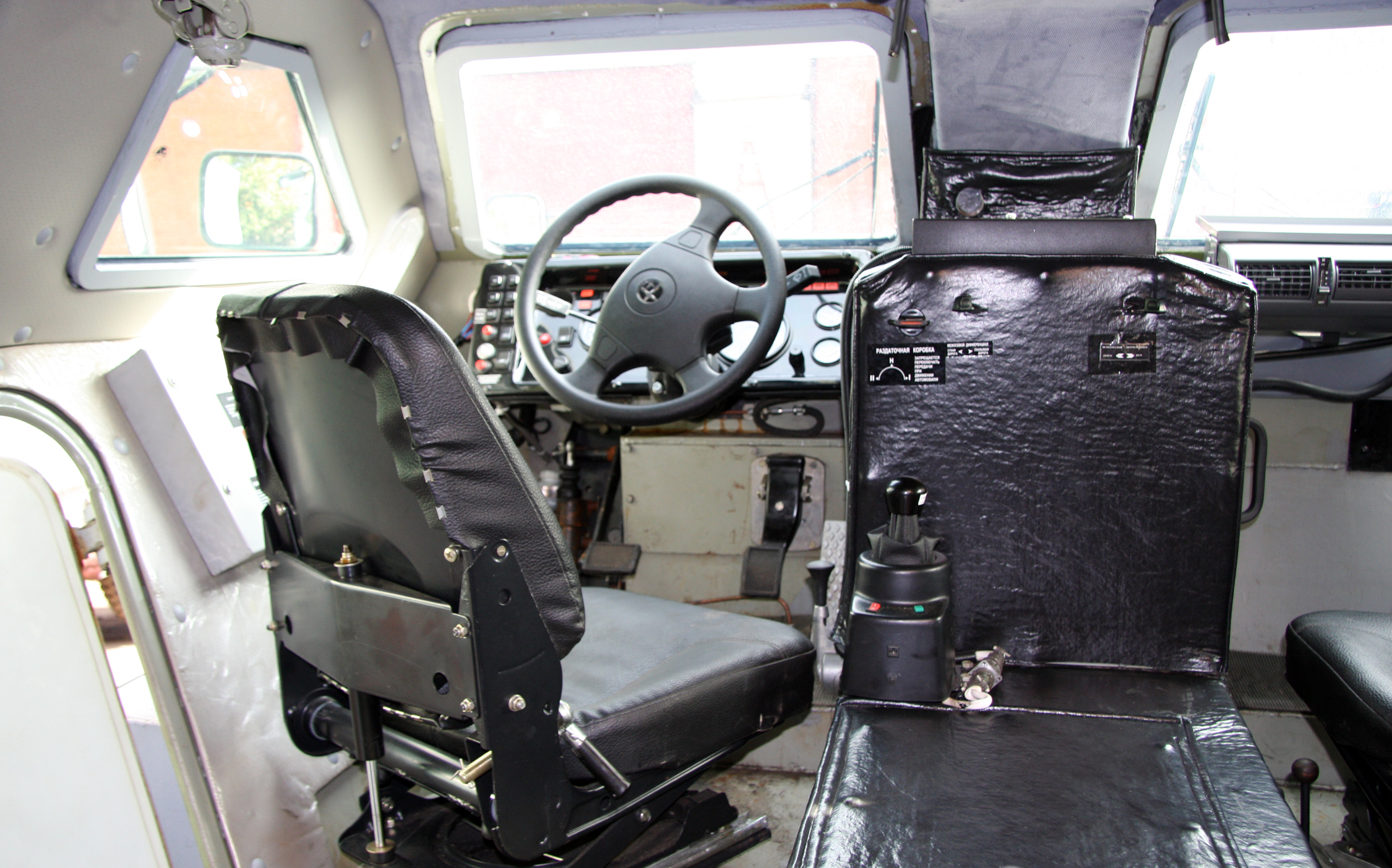
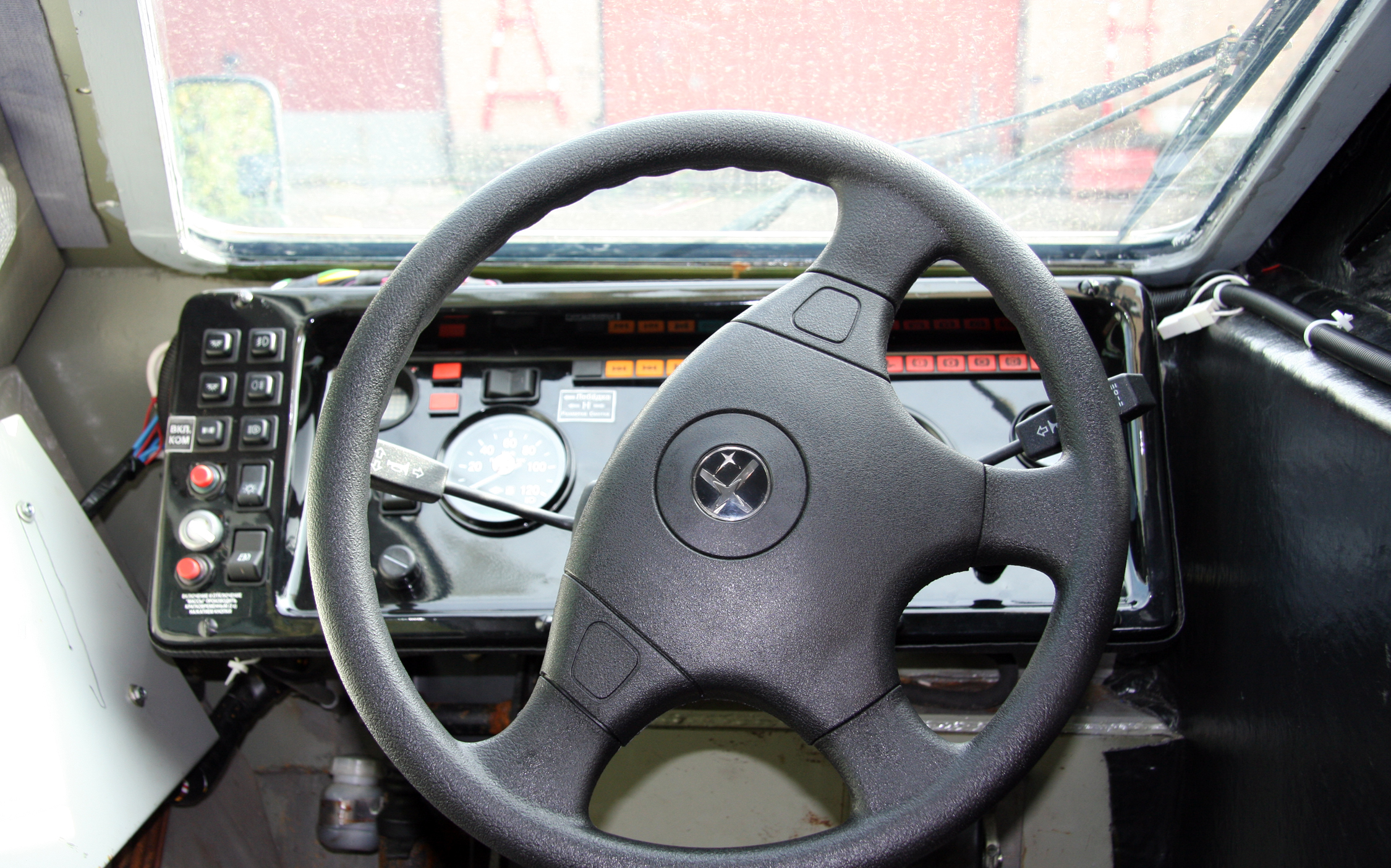

## Защита и вооружение
Бронирование противопульное — 6 класса защиты (с 2014 года соответствует классу Бр5). Верхняя часть корпуса выдерживает выстрелы из 12,7-мм пулемёта «Утёс» с дистанции 300 м, нижняя часть и корма — из 7,62-мм снайперской винтовки СВД с дистанции 30 м; днище также бронировано.
Вооружение монтируется во вращающейся башне, либо в турельном исполнении (по желанию заказчика):
- 14,5-мм пулемёт КПВТ со спаренным 7,62-мм пулемётом ПКТ — в башенной пулемётной установке БПУ-1;
- различные варианты комплекса вооружения в унифицированных башенных пулемётных установках (БПУ)[7]:
  - 12,7-мм пулемёт «Корд» со спаренным 7,62-мм пулемётом ПКТМ — в БПУ типа МА7[9][10] или МА8[11],
  - 12,7-мм пулемёт НСВТ — в БПУ 55Л140 «Луч» (ТКБ-0149)[13],
  - 2 × 12,7-мм пулемёта «Корд» — в БПУ МА9[14],
  - 7,62-мм пулемёт ПКТМ — в БПУ МА3[15];
- 12,7-мм пулемёт НСВ-12,7 «Утёс» или «Корд» на турели — в безбашенной модификации бронеавтомобиля.

На различных вариантах башен возможна дополнительная установка 30-мм автоматического гранатомёта (АГ): АГ-17 «Пламя» — на БПУ МА7-02, МА8 и 55Л140 «Луч» (ТКБ-0149), или АГ-30 — на БПУ МА3, а также противотанкового ракетного комплекса (ПТРК): 1 пусковой установки (ПУ) ПТУР «Фагот» — на БПУ 55Л140 «Луч» (ТКБ-0149), или 4 ПУ ПТУР «Конкурс» — на БПУ МА3. На бронеавтомобилях всех модификаций возможна установка унифицированной системы отстрела дымовых гранат 902В «Туча».
Ещё одним вариантом вооружения является боевой модуль типа МБ2, включающий в себя 30-мм автоматическую пушку 2А72 со спаренным 7,62-мм пулемётом ПКТМ, а также вспомогательным вооружением: либо 30-мм автоматическим гранатомётом АГ-17 «Пламя», либо 12,7-мм пулемётом «Корд», либо 2 пусковыми установками ПТРК «Конкурс». В боевом положении полная масса «Выстрела» не превышает 12 т.
На шасси бронированного Выстрел К-43269 может быть собран зенитно-ракетный комплекс (ЗРК) ближнего действия с боевым отделением, в башне которого находится пусковая установка ЗУР «Стрела-10М».

## Модификации
- БПМ-97 КамАЗ-43269 — бронированная пограничная машина, базовая модификация для пограничных войск[19].
- КамАЗ-43269 «Дозор» — модификация в варианте бронированной разведывательно-дозорной машины для сухопутных войск[19], оборудованная комплексом средств автоматизации разведки (КСАР) и комплексом БПЛА ZALA 421-08 «Стрекоза».
- Выстрел К-43269 (модернизированный) — бронеавтомобиль поздних выпусков (после модернизации): с изменённым лобовым стеклом, стеклоочистителями, перенесённым воздухозаборником, установленной системой очистки воздуха и пр.
- Выстрел К-43269 с БППУ МБ2 — модификация с боевым модулем МБ2-03 (30-мм пушка 2А72, 7,62-мм пулемёт ПКТМ, 30-мм гранатомёт АГ-17)[6][7].
- Выстрел К-43269 с ЗРК «Стрела-10М» — модификация с ЗРК «Стрела-10М»[7].
- Выстрел К-43269 с БМ  «Спица» —  модификация с боевым модулем БМ-30-Д, включающим в себя 30-миллиметровую пушку и автоматический гранатомёт[20].

### Модификации 6 × 6
В 2008 году КАМАЗ планировал помимо существующего двухосного броневика «Выстрел» создать аналогичные трёх- и четырёхосные машины, рассчитанные на 13 и 18 бойцов соответственно.
В 2009 году на форуме сайта Radikal.ru была опубликована схема 3- и 4-осных броневиков аналогичной «Выстрелу» конструкции, а позже появились и фотографии трёхосного броневика, предположительно называемого «Изделие 69501».
В 2010 году ОАО «Краснодарский приборный завод „Каскад“» на выставке МВСВ-2010 была анонсирована машина 15М107 на базе Выстрел К-43269, предназначенная для дистанционного поиска и обезвреживания минно-взрывных заграждений, имеющих в своём составе электронные схемы управления. Машина получила шифр «Листва».
В 2011 году ЗАО «Корпорация „Защита“» представила специальный бронированный автомобиль СБА-60-К2 «Булат» (6×6) с использованием узлов и агрегатов серийного грузовика КамАЗ-5350 «Мустанг» и броневика Выстрел К-43269. В бронеавтомобиле 8 посадочных мест для десанта + 2 места спереди, включая водительское.

Бронеавтомобиль Выстрел К-43269 и его модификации
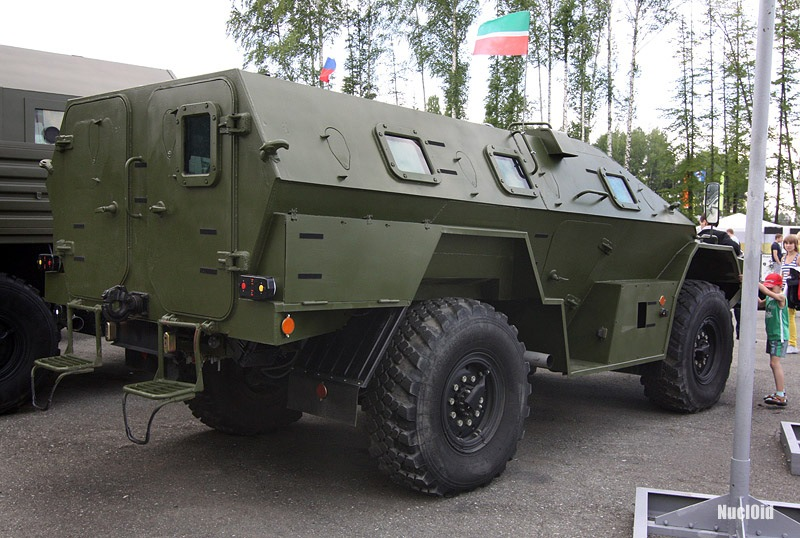
БПМ-97 Выстрел К-43269 до модернизации, 2009 год.
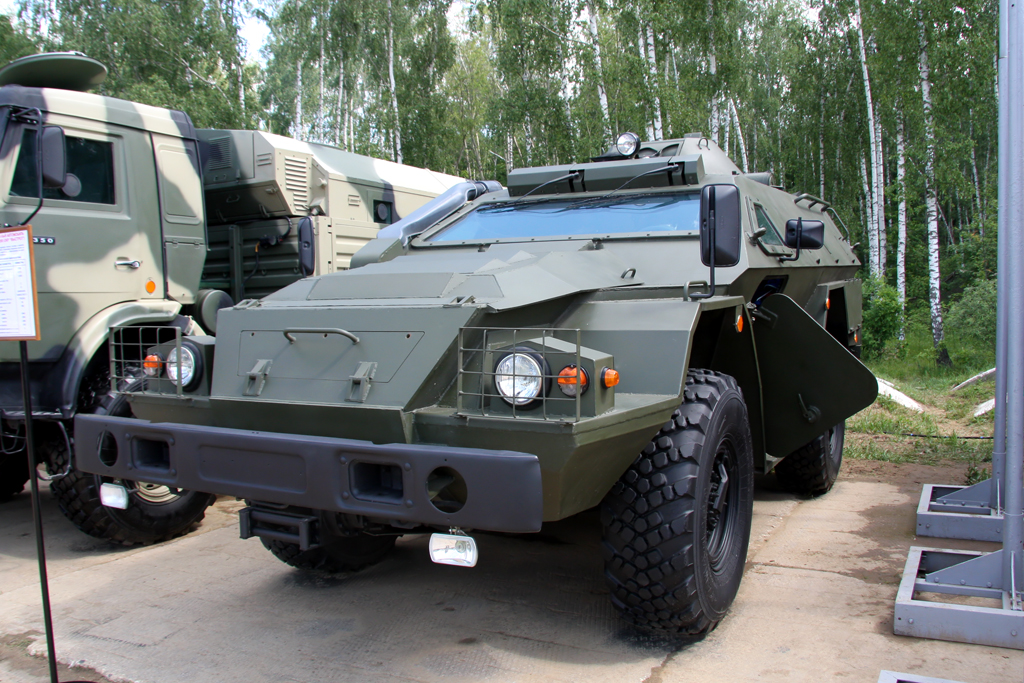
Модернизированный Выстрел К-43269 на демонстрационном показе в Бронницах, 2011 год.
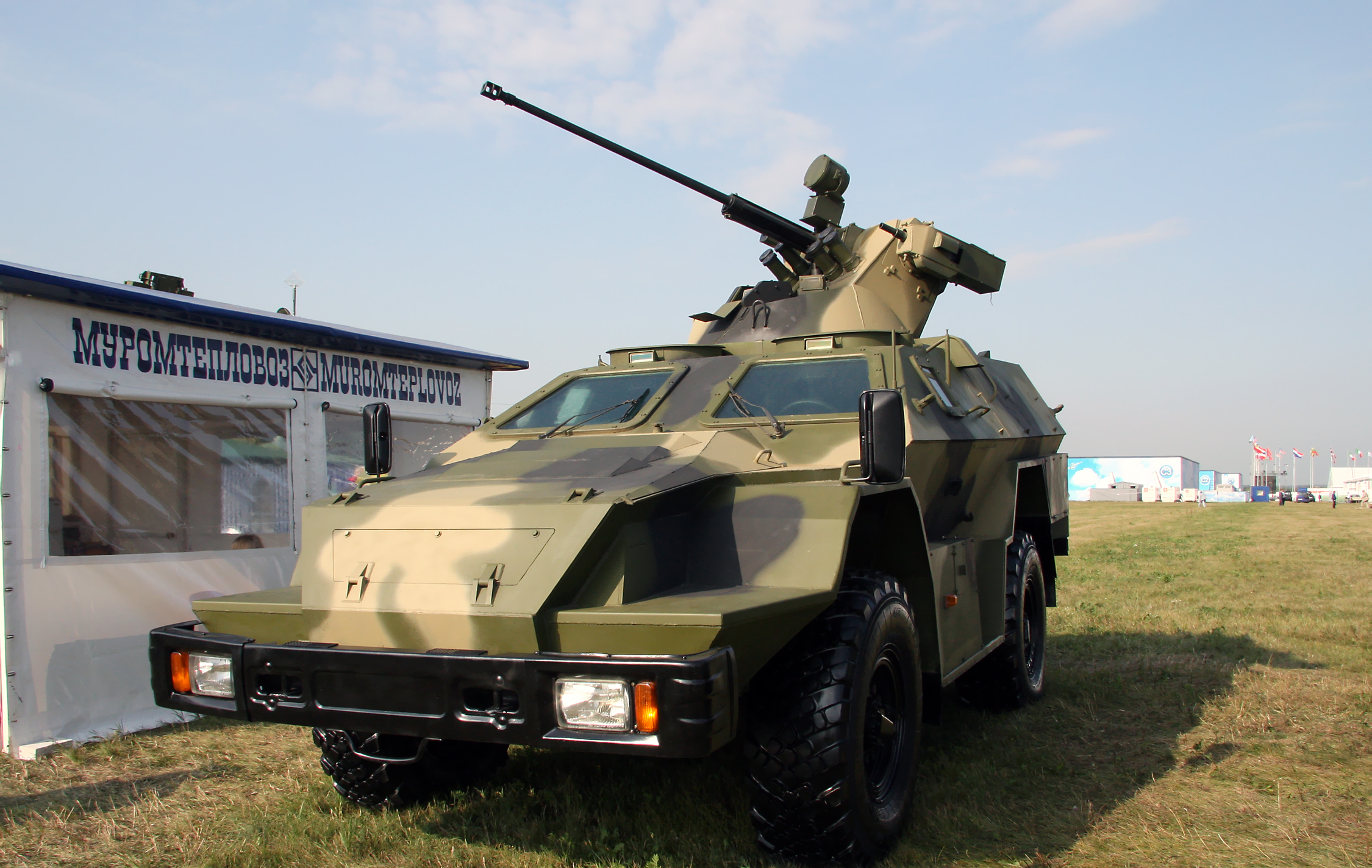
Выстрел К-43269 с боевым модулем МБ2-03.
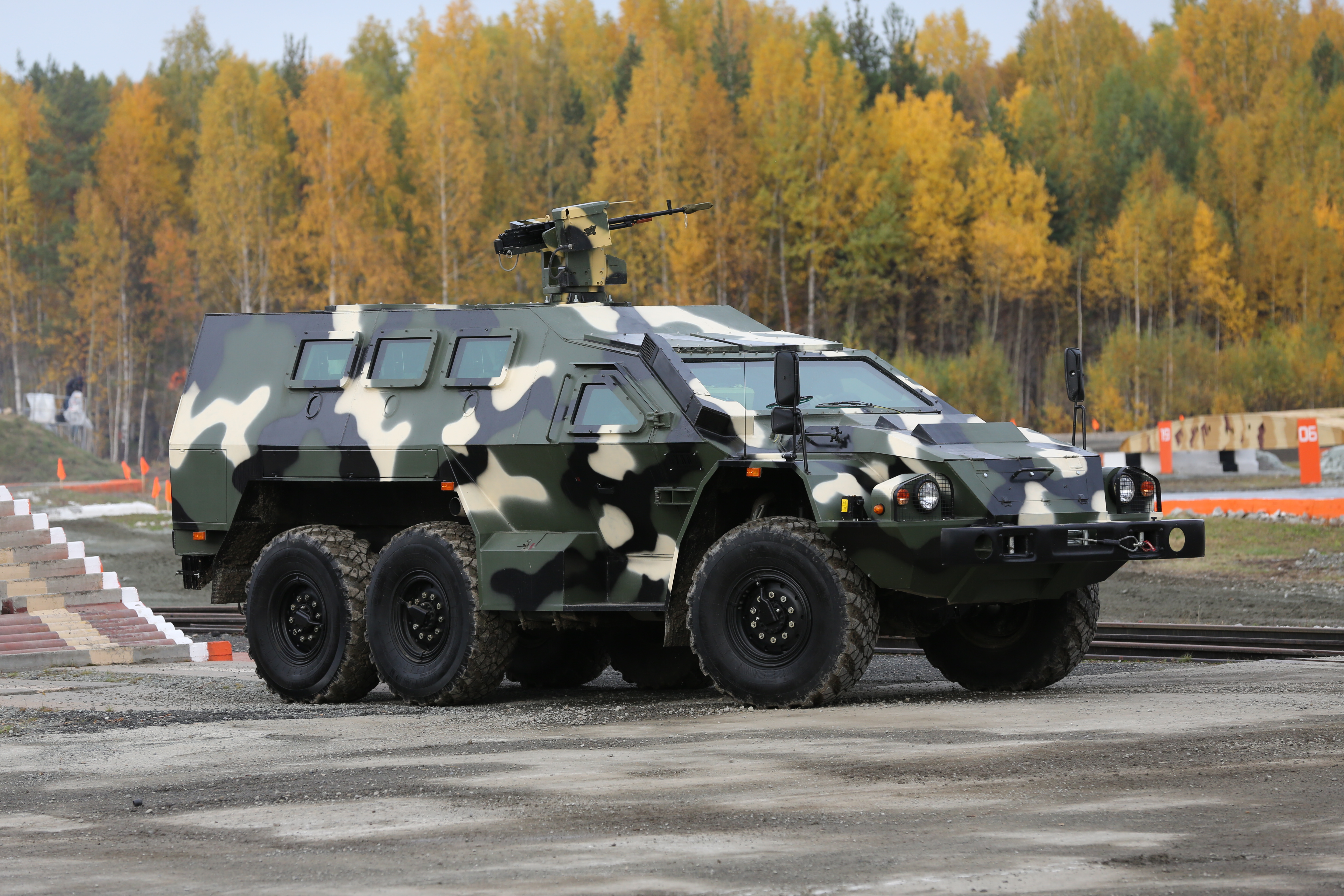
Трёхосный спецбронеавтомобиль СБА-60-К2 «Булат» (6 × 6).

## На вооружении

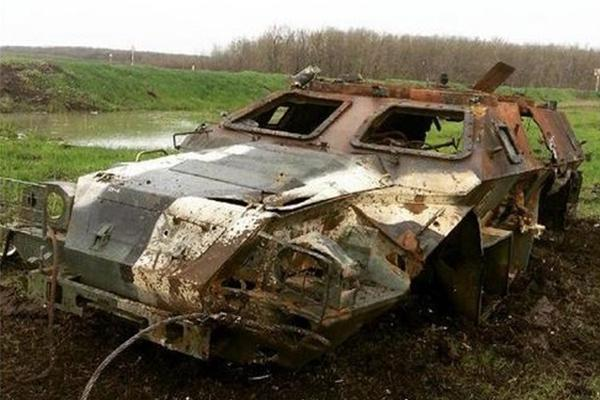
«Выстрел», уничтоженный в боевых действиях в Луганской области, 2015 год

Подразделения антитеррора всех дивизий РВСН оснащены бронеавтомобилями «Выстрел» К-43269 — сообщил 3 мая 2013 года журналистам официальный представитель управления пресс-службы и информации Минобороны по РВСН полковник Игорь Егоров.
На январь 2017 года в РФ находится более 100 единиц в эксплуатации.
Кроме ВС РФ и Пограничной службы ФСБ России, довольно большое количество Выстрел К-43269 в невооружённой модификации было приобретено Федеральной службой исполнения наказаний (ФСИН России) для вооружения её спецподразделений. В настоящее время «Выстрелы», вместе с другими типами спецавтомобилей, состоят на вооружении большинства отделов специального назначения (ОСН) ФСИН России.

## Боевое применение
КамАЗ-43269 использовался пророссийскими сепаратистами во время вооруженного конфликта на востоке Украины. Так, 10 бронеавтомобилей зафиксировали при проведении «очередных полевых учений» в Луганске в декабре 2014 года, 2 машины данного типа были обнаружены в Краснодоне (возле границы с РФ) в январе 2015, ещё несколько — в составе колонны военной техники в Луганске в феврале того же года. Наличие БПМ-97 на подконтрольных сепаратистам территориях журналистами  рассматривалось как одно из доказательств участия России в войне на Донбассе.
Использовались в ходе вторжение России на Украину. Несколько единиц КамАЗ-43269 были захвачены украинской стороной в результате контрнаступления на позиции российских формирований.

## Разработки на базе БПМ-97
На базе БПМ-97 была разработана плавающая разведывательная машина «Выдра», созданная по предложению командующего ВДВ. Существование разработок по данной теме подтвердил в своих статьях в журнале «Новый оборонный заказ» главный конструктор Научно-производственного центра «Специальное машиностроение» МГТУ им. Н. Э. Баумана к. т. н. С. Д. Попов.
Параллельно, под руководством директора программы «Специальные автомобили» ПАО «КАМАЗ» Р. А. Азаматова, ведётся разработка по теме «Бронеавтобус» 6 × 6 (бронешасси «Воин») на узлах и агрегатах шасси «КАМАЗ».

## Изображения

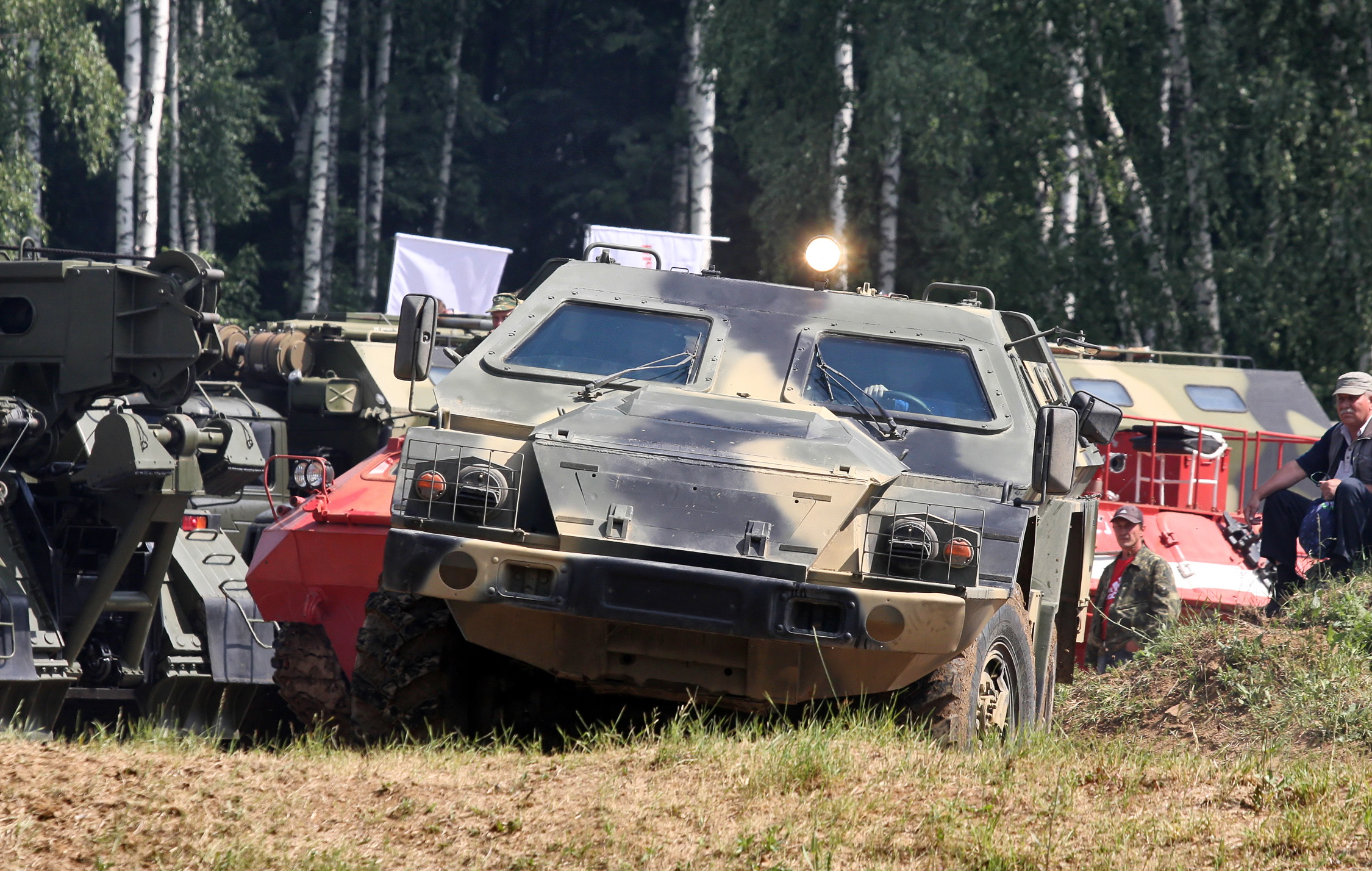
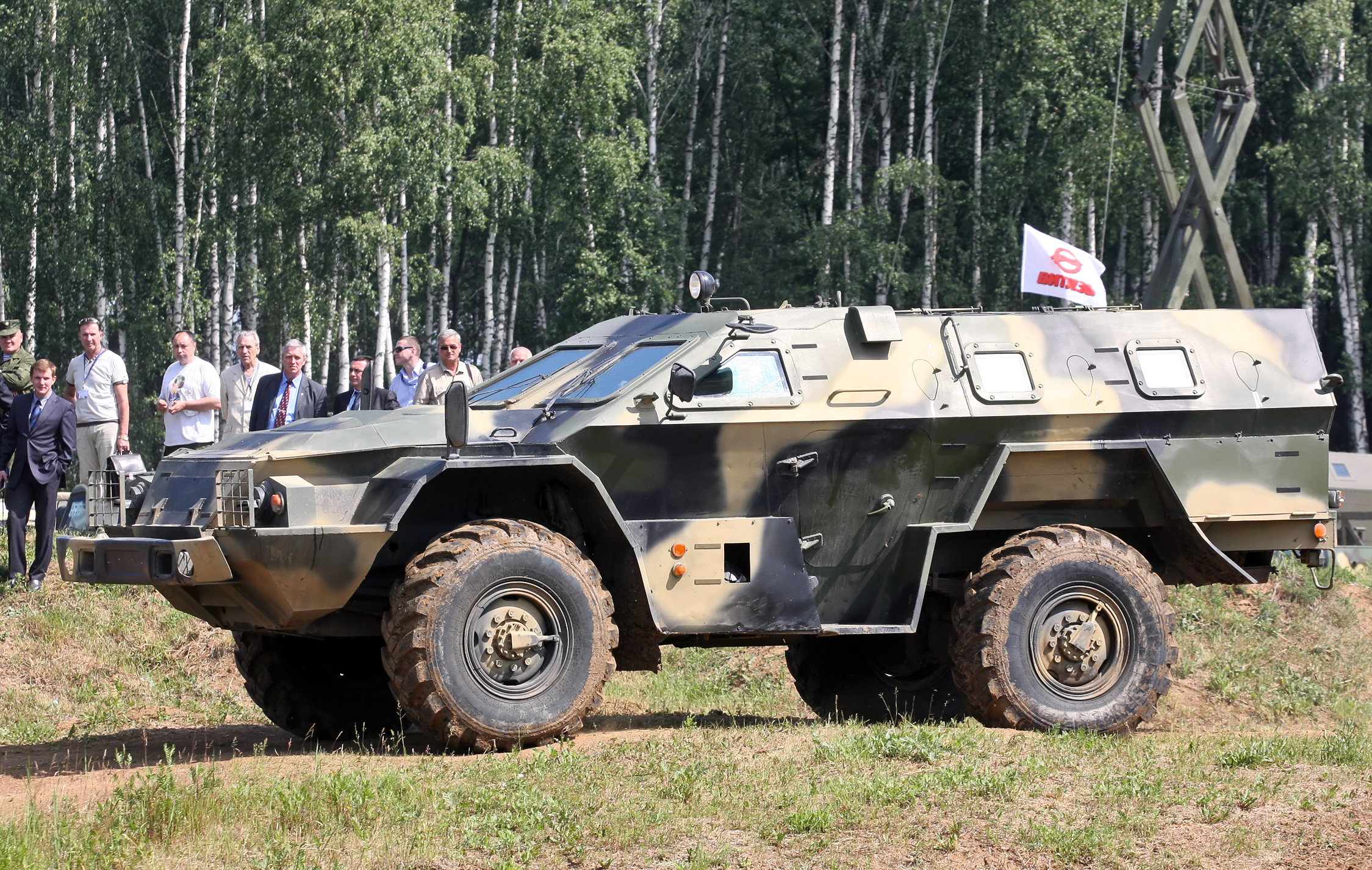
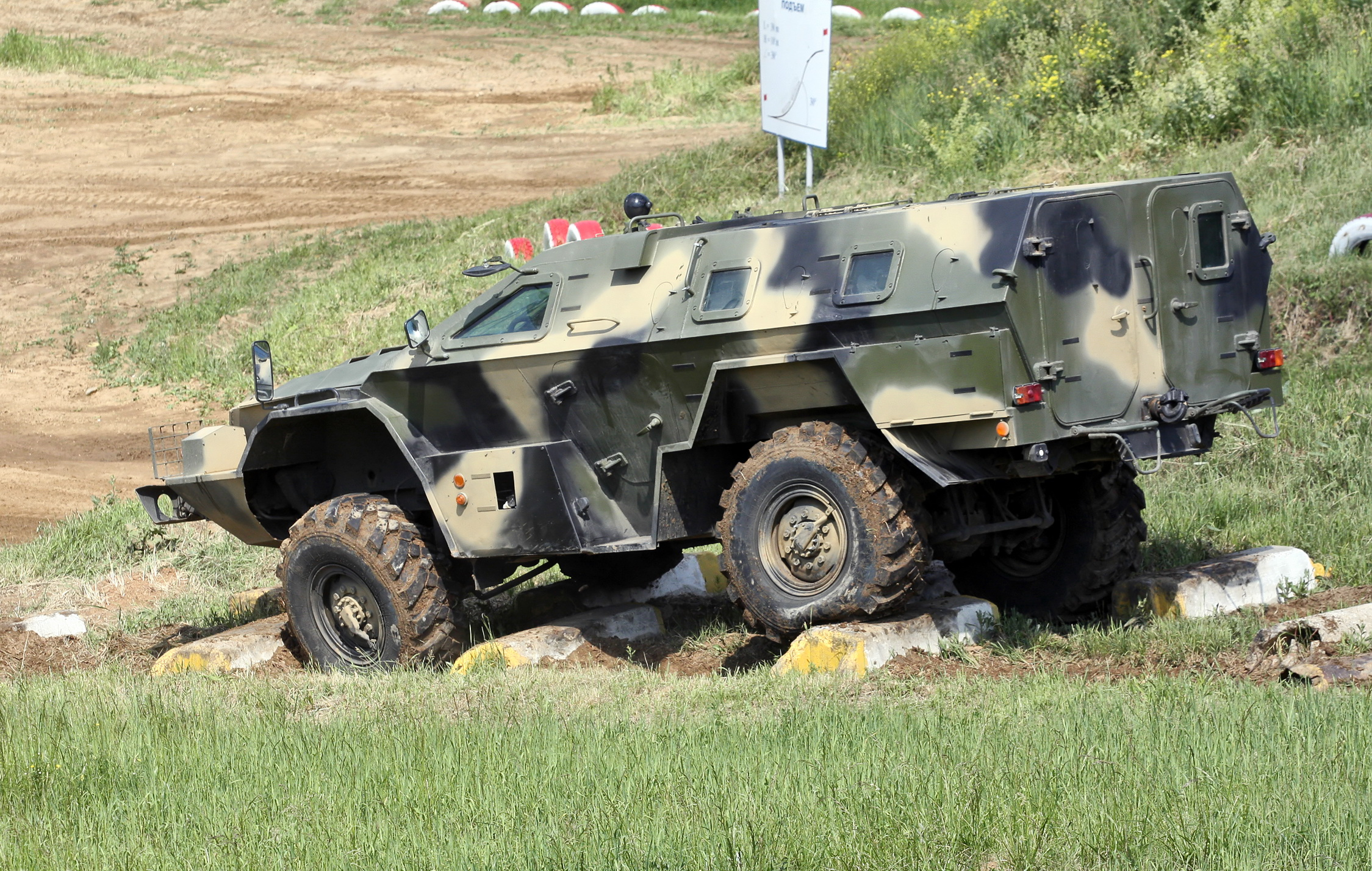
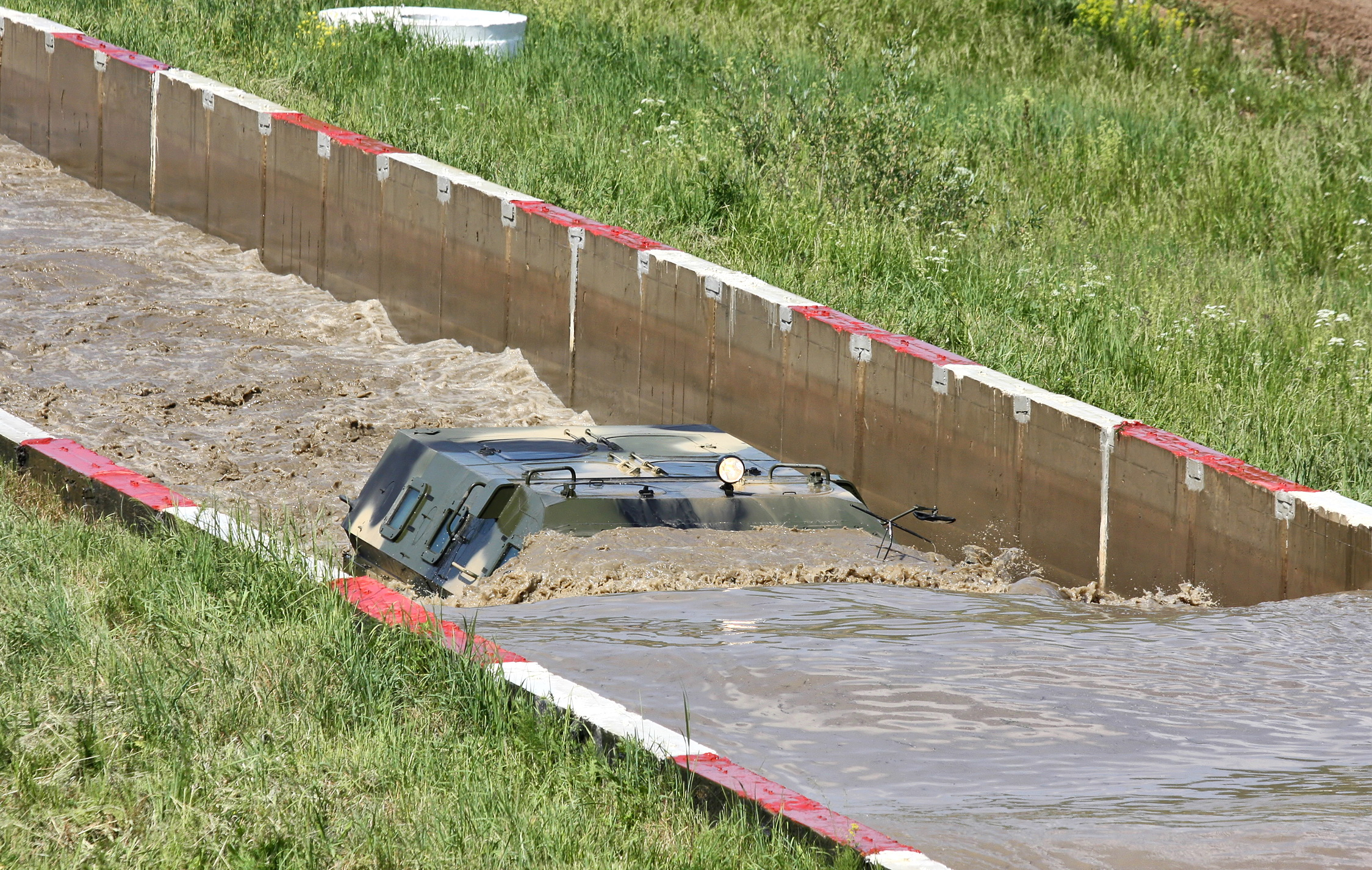
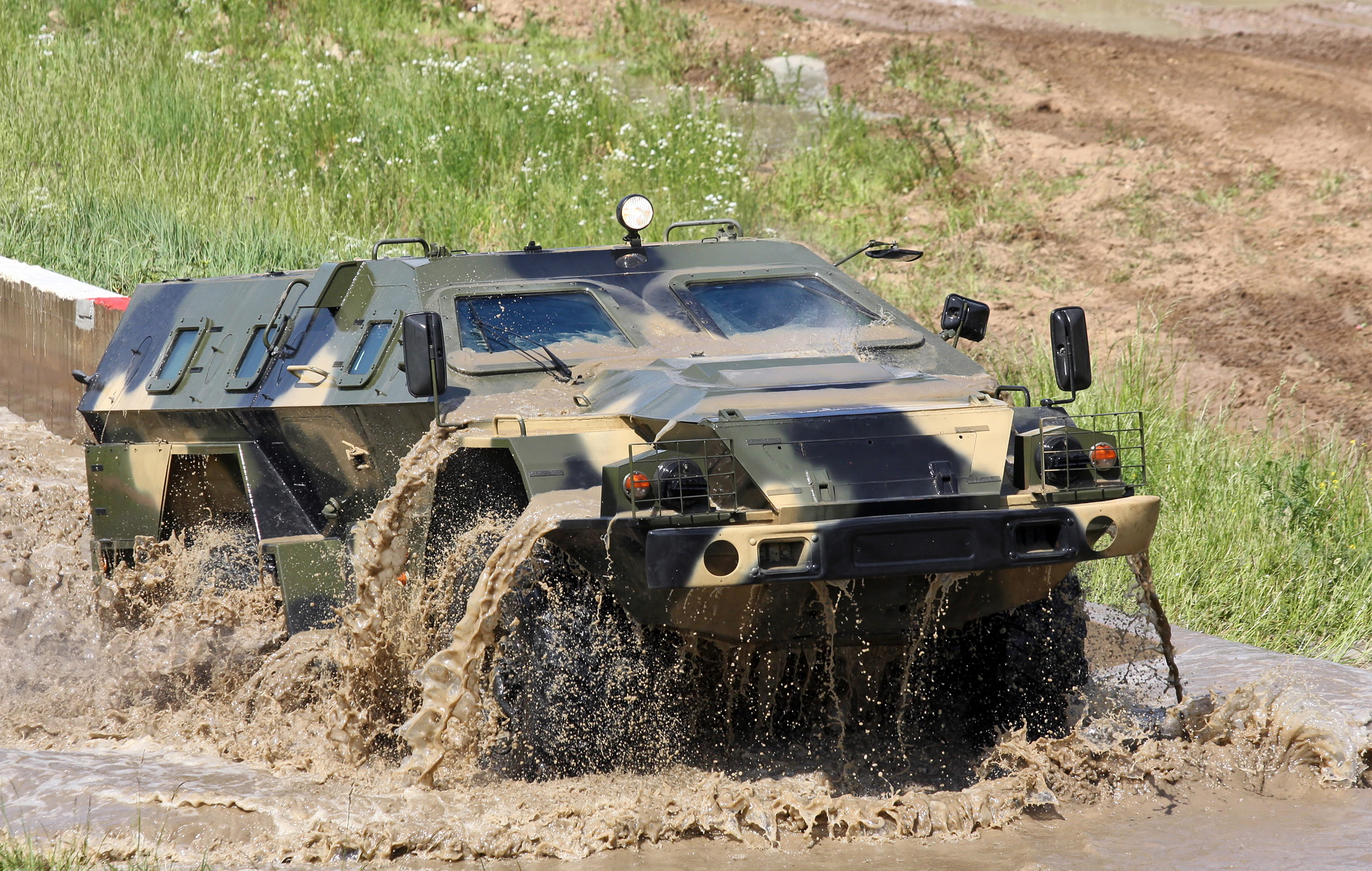